# Taylor Fritz
Taylor Harry Fritz (Rancho Santa Fe, California, 28 de octubre de 1997) es un tenista estadounidense que compite como profesional desde los 19 años. A los 22 años de edad recibió el ATP Star of Tomorrow.En 2024 llegó al puesto número 4 en el ranking ATP, siendo su mayor registro. En 2024 fue finalista del Abierto de los Estados Unidos, perdiendo con Jannik Sinner, aunque se convirtió en el primer tenista masculino estadounidense en categoría individual en alcanzar una final de Grand Slam desde 2009, cuando Andy Roddick lo logró en Wimbledon.
Tras su victoria en el Masters de Indian Wells 2022, el norteamericano se convirtió en el primer jugador next-gen (nacido de los 1990 hacia adelante) en ganarle una final a Rafael Nadal, quien hasta esta final tenía un historial de 15-0 en finales frente a jugadores con esa condición. Del mismo modo, cortó una racha de 11 finales ganadas seguidas del español y otra racha de 20 partidos seguidos del balear en 2022.

## Biografía
Es hijo de Kathy May, una extenista de raíces indias-españolas que llegó a la octava posición del ranking WTA a finales de la década de 1970, y Guy Fritz, un profesor de tenis. En julio de 2016, se casó con su novia Raquel Pedraza, una tenista que jugó varios torneos en categoría junior. El 16 de enero de 2017 nació el hijo de la pareja, Jordan Taylor Fritz.

## Trayectoria

### 2015-2016
En junio de 2015, Fritz llegó a la final del Torneo de Roland Garros la categoría júnior, pero perdió con Tommy Paul. No obstante, ese mismo año ambos llegaron a la final del Abierto de Estados Unidos y Fritz, que en ese momento era el número uno del ranking júnior, se quedó con la victoria por 6-2, 6-7 y 6-2.
Comenzó la temporada 2016 ganando el Challenger de Happy Valley. En dobles, perdió junto a Bjorn Fratangelo en primera ronda ante Denís Molchanov y Aleksandr Nedoviesov. Unos días después, logró la clasificación al Abierto de Australia, pero perdió en primera ronda con Jack Sock en cinco sets (4-6, 6-3, 6-0, 3-6 y 4-6). En enero también disputó el Challenger de Maui, donde le ganó a Denís Molchanov por 6-2 y 6-4 pero perdió en la segunda ronda con James Duckworth. En modalidad de dobles, llegó hasta la segunda ronda con Stefan Kozlov, perdiendo contra Toshihide Matsui y Dean O'Brien. 
En febrero participó en el Torneo de Memphis, donde se convirtió en el estadounidense más joven en acceder a una final en un torneo ATP desde Michael Chang, quien lo hizo en 1989. Perdió su último encuentro ante Kei Nishikori en dos sets, pero a lo largo del partido mantuvo un buen servicio y realizó nueve aces. En dobles, hizo equipo con Ryan Harrison y ambos llegaron a las semifinales. Más tarde, Fritz disputó el Torneo de Acapulco, donde pasó la qualy y llegó hasta los cuartos de final. En marzo, perdió en la primera ronda del Masters de Indian Wells contra Frances Tiafoe. En el Masters de Miami, superó la fase previa y venció a Simone Bolelli en la primera ronda, aunque en el segundo encuentro fue eliminado por David Ferrer.
En abril llegó hasta las semifinales en el Challenger de Guadalupe. En mayo, perdió su primer encuentro por la clasificación en el Masters de Madrid y en el de Roma, siendo eliminado en ambas ocasiones por Radek Štěpánek. Ese mes también disputó Roland Garros, perdiendo en primera ronda ante Borna Ćorić en sets corridos. 
Al mes siguiente participó en tres competiciones: los torneos ATP 250 de Halle y Nottingham, y el Grand Slam Wimbledon, cayendo en los tres torneos en primera ronda. En el Torneo de Stuttgart fue eliminado por Roger Federer en segunda ronda. En dobles, hizo equipo con Juan Martín del Potro. En julio jugó el Torneo de Washington, donde perdió con Alexander Zverev, y el Masters de Canadá donde fue eliminado por Ivo Karlović. En Washington también jugó en dobles, formando pareja con Reilly Opelka. 

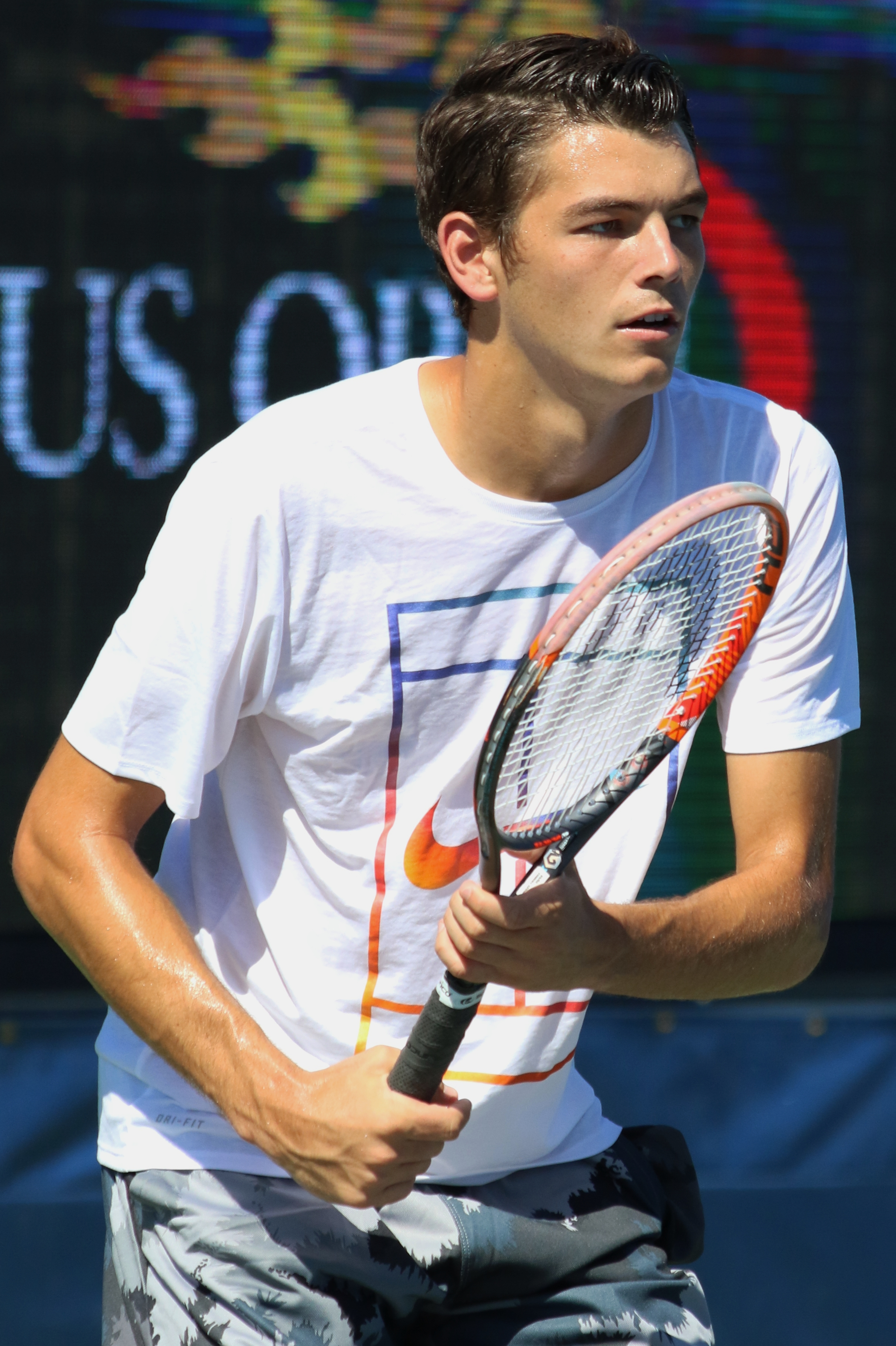
Fritz en 2016.

A partir de la segunda mitad de 2016, comenzó a tener problemas en la rodilla. En el Masters de Cincinnati se enfrentó a Mijaíl Yuzhny en la primera ronda, donde fue derrotado por 6-1 y 6-3. En el Abierto de Estados Unidos, perdió en su primer encuentro ante Jack Sock en cinco sets. Se clasificó al Masters de Shanghái 2016 y venció a Stéphane Robert en la primera ronda. En el segundo encuentro, perdió contra Roberto Bautista Agut por doble 6-4.

### 2017-2018
En 2017, jugó el Abierto de Australia, donde perdió en el primer partido ante Gilles Müller. Más tarde, llegó a la final del Challenger of Dallas y tuvo una buena actuación en el Torneo de Acapulco. Recibió una tarjeta de invitación para jugar el Masters de Indian Wells, donde en la primera ronda venció a Benoît Paire por 6-3 y 6-2. En su siguiente encuentro, venció al top 10 Marin Čilić por 4-6, 7-5 y 6-4. En la tercera ronda, fue eliminado por Malek Jaziri en tres sets. Llegó hasta la segunda ronda del Masters de Miami, donde perdió con Philipp Kohlschreiber por 5-7, 6-3 y 6-7. En Wimbledon perdió con John Isner por 6-4, 7-6 y 6-2. En el Torneo de Los Cabos llegó hasta los cuartos de final, donde fue vencido por Thanasi Kokkinakis en un 7-6 y 6-2. En el Abierto de Estados Unidos superó a Marcos Baghdatis en la primera ronda, pero quedó eliminado del torneo en el siguiente encuentro, donde perdió con Dominic Thiem.

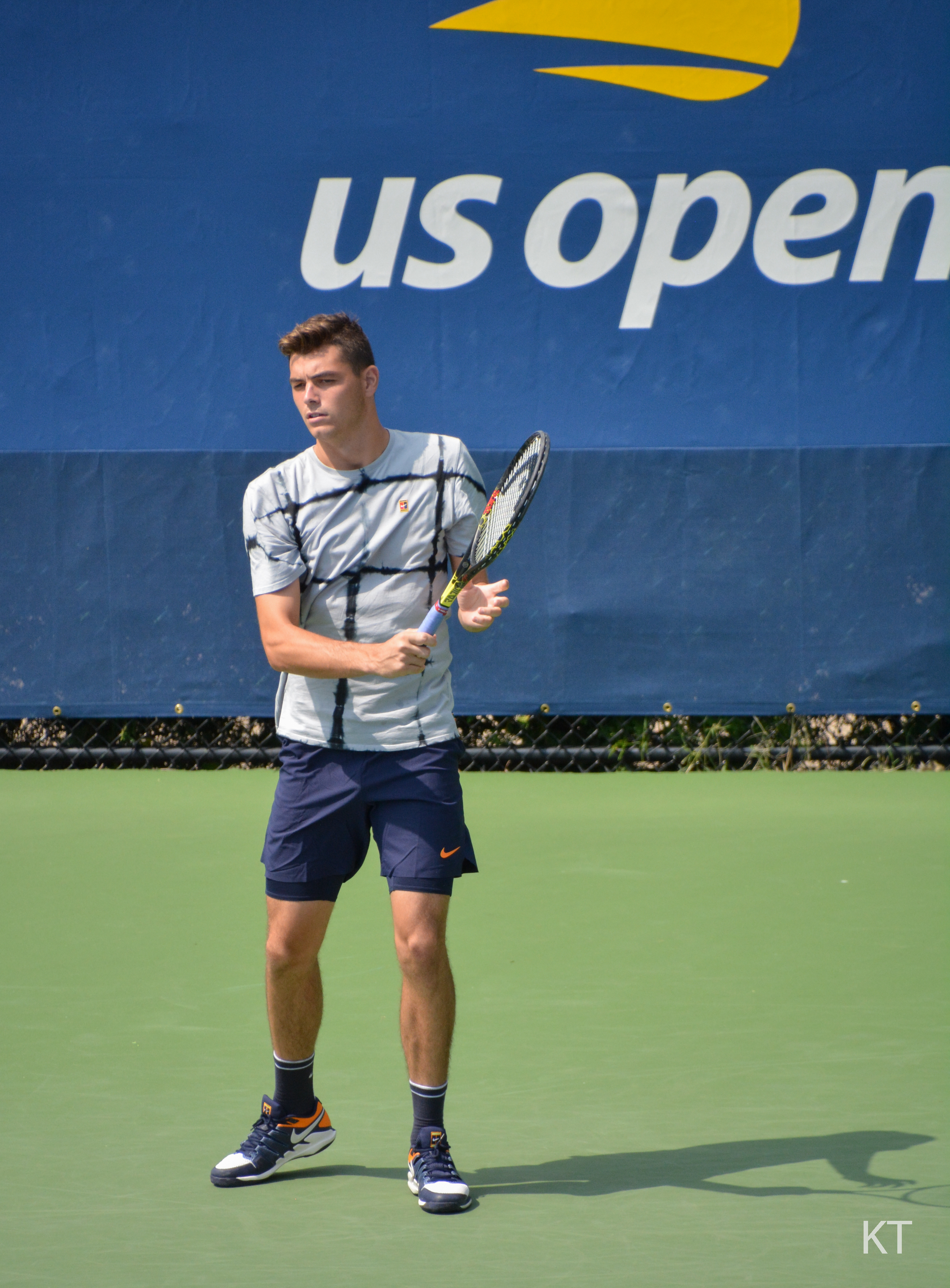
Fritz durante una práctica en el Abierto de Estados Unidos en 2018.

Comenzó la temporada 2018 ganando el título challenger de Newport Beach, el cuarto en su carrera. Fritz participó del Torneo de Delray Beach, donde en la primera ronda derrotó sorpresivamente a Sam Querrey por 2-6, 6-3 y 7-6. Quedó fuera de la competición en cuartos de final tras perder con Denis Shapovalov. En el Masters de Indian Wells derrotó en el primer encuentro a Reilly Opelka, aunque tuvo que salvar un match point, y en el segundo encuentro venció a Andréi Rubliov por 6-4 y 7-6. En la tercera ronda, eliminó a Fernando Verdasco por 4-6, 6-2 y 7-6 en un enfrentamiento que duró poco más de dos horas. En la cuarta ronda perdió con Borna Ćorić por 2-6, 7-6 y 4-6. Fritz disputó el Masters de Miami, donde perdió en el primer encuentro ante Pierre-Hugues Herbert por 7-6 y 6-4.
En la primera ronda del torneo ATP 250 de Houston, cuya superficie es polvo de ladrillo, derrotó a Tim Smyczek por 6-7, 6-2 y 7-6. En este torneo llegó hasta las semifinales, donde perdió con Steve Johnson por 5-7, 7-6 y 2-6. En el Masters de Madrid quedó eliminado por Nicolás Kicker en la segunda ronda de la fase clasificatoria. Disputó el Torneo de Lyon y llegó hasta los cuartos de final, donde perdió con Dušan Lajović en sets corridos. En Roland Garros cayó en la primera jornada con Guido Andreozzi en cinco sets y tres horas y 35 minutos de enfrentamiento. También perdió en la primera ronda en el Torneo de Stuttgart, contra Benoît Paire, y en Queen's Club no logró clasificar tras ser derrotado por Yuki Bhambri. En el Torneo de Eastbourne fue vencido en el primer partido por Jared Donaldson. Logró avanzar a la segunda ronda de Wimbledon tras ganarle en cuatro sets a Lorenzo Sonego en la primera jornada. En la siguiente ronda le sacó ventaja de dos sets a uno a Alexander Zverev, sin embargo, el partido se suspendió por falta de luz y al día siguiente, el alemán remontó el encuentro. Su siguiente participación en un torneo fue en Atlanta, en el que en su primer enfrentamiento derrotó a Ramkumar Ramanathan en un doble 6-4. No obstante, en la segunda ronda fue eliminado por el tercer cabeza de serie, Hyeon Chung, en dos sets.
Inició el Torneo de Los Cabos como séptimo cabeza de serie; en la primera ronda, derrotó a Thanasi Kokkinakis por doble 7-6. En el siguiente encuentro, perdió con Yoshihito Nishioka por 7-6 y 6-1. En modalidad de dobles, hizo equipo con Kokkinakis, con el que llegó hasta la final del torneo, donde fueron vencidos por Marcelo Arévalo y Miguel Ángel Reyes Varela en un doble 6-4.

### 2019: Top 25, primer título ATP
Fritz llegó a la tercera ronda del Abierto de Australia, perdiendo ante Roger Federer en tres sets. Luego ganó el Challenger de Newport Beach en California; derrotó a Brayden Schnur de Canadá en la final, en sets seguidos. En junio, Fritz ganó su primer título ATP Tour en el Torneo de Eastbourne 2019 al derrotar a Sam Querrey en sets seguidos. En la primera ronda del Campeonato de Wimbledon, Fritz derrotó a Tomáš Berdych en sets seguidos, antes de perder ante Jan-Lennard Struff en cuatro sets. En el Abierto de Estados Unidos, Fritz fue cabeza de serie número 26, su primera preclasificación de Grand Slam. Sin embargo, en la primera ronda, perdió ante Feliciano López.

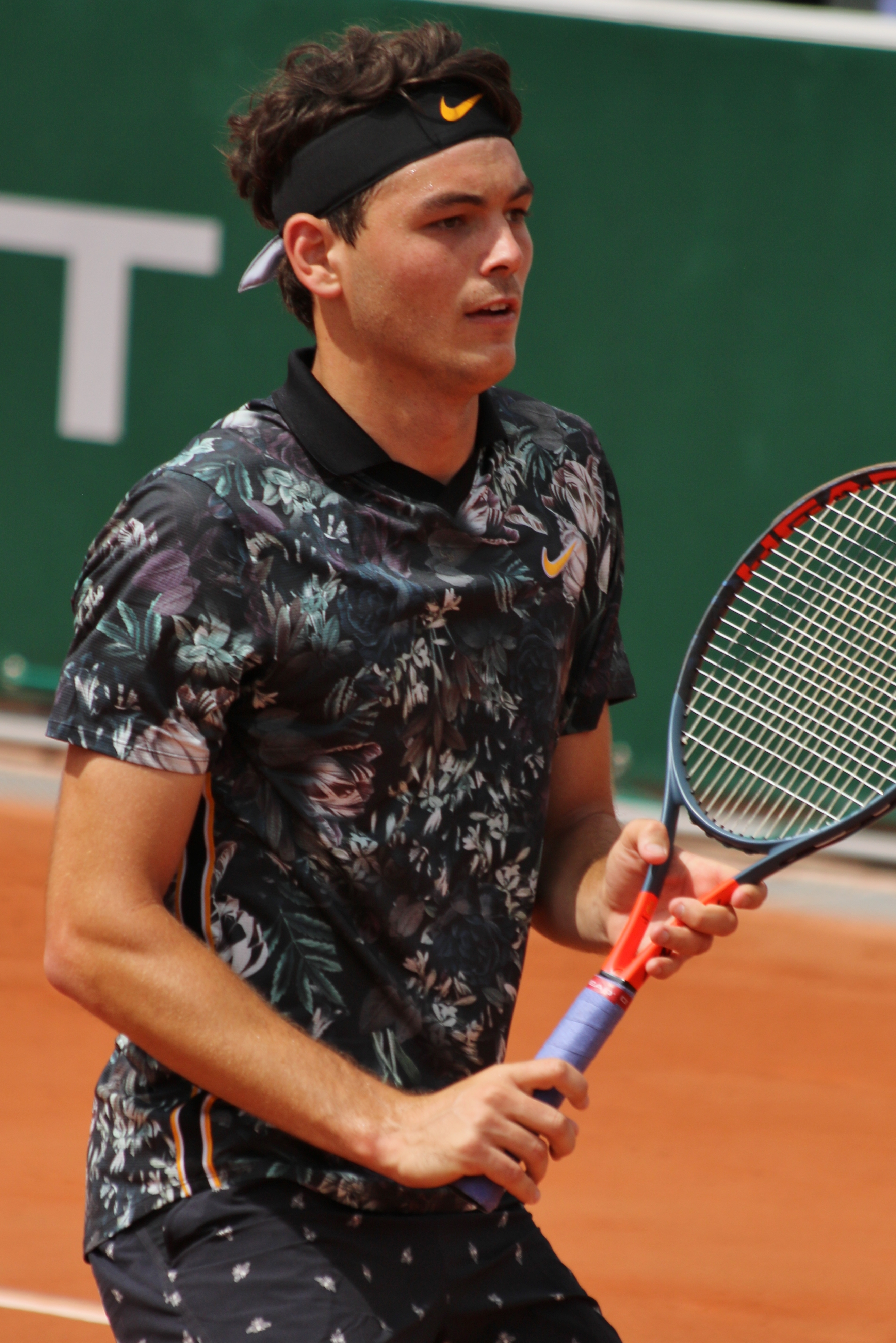
Fritz en el Torneo de Roland Garros en 2019.

Fritz representó al Team World en la tercera Laver Cup, celebrada en Ginebra. En su primer partido de individuales, perdió ante Stefanos Tsitsipas. Fritz se recuperó el último día de juego al derrotar a Dominic Thiem. En el Torneo de Basilea 2019, Fritz derrotó al segundo preclasificado Alexander Zverev en la primera ronda en sets seguidos.  Después de alcanzar el puesto número 25 del mundo el 5 de agosto de 2019, Fritz terminó el año en el puesto número 32 del mundo. 

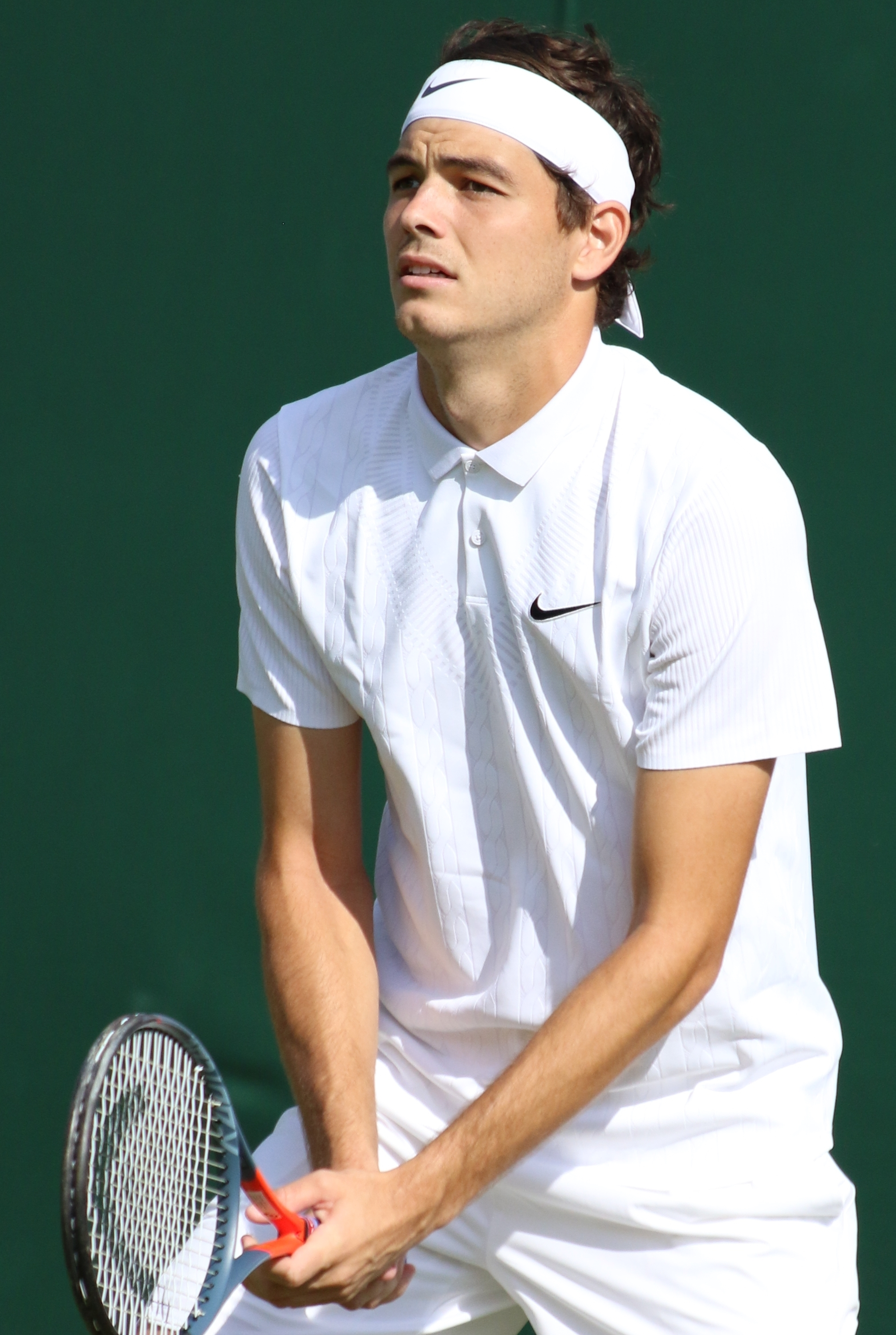
Fritz durante el Campeonato de Wimbledon en 2019.

### 2020: Primera final ATP 500
Fritz comenzó su temporada en la edición inaugural de la ATP Cup 2020, representando al equipo de Estados Unidos. Obtuvo un 1-2 en la competencia de individuales, ya que el equipo de Estados Unidos fue eliminado del torneo en la etapa de todos contra todos.
En el Abierto de Australia, Fritz alcanzó la tercera ronda, logrando una victoria en cinco sets sobre Kevin Anderson. Luego fue derrotado por el eventual finalista Dominic Thiem. 
Fritz alcanzó su primera final ATP 500 en Acapulco, donde perdió ante Rafael Nadal. Sin embargo, su actuación como subcampeón lo impulsó a un nuevo puesto en el ranking, el número 24 del mundo, el 2 de marzo de 2020. 
En el Abierto de Estados Unidos, Fritz fue el 19º cabeza de serie. Derrotó a Dominik Koepfer en cuatro sets y luego venció a Gilles Simon en la segunda ronda antes de perder ante Denis Shapovalov en la tercera ronda en cinco sets.
En Torneo de Roland Garros, Fritz fue cabeza de serie número 27. Derrotó a Tomáš Macháč en cinco sets y a Radu Albot en sets seguidos antes de perder contra Lorenzo Sonego en la tercera ronda en sets seguidos. El partido contra Sonego tuvo el tie-break más largo en la historia del Roland Garros, en el que Fritz perdió por 17-19.

### 2021: Semifinal de Indian Wells, N°1 estadounidense
Fritz comenzó su temporada 2021 en la primera edición del Murray River Open. Sexto cabeza de serie, llegó a la tercera ronda, donde perdió ante Jérémy Chardy. Preclasificado 27 en el Abierto de Australia, llegó a la tercera ronda donde fue derrotado por el máximo favorito, ocho veces campeón y eventual campeón, Novak Djokovic, en cinco sets, a pesar de remontar dos sets a cero. 
En el Torneo de Doha, Fritz alcanzó las semifinales venciendo a Lorenzo Sonego, sexto sembrado David Goffin,  y cuarto sembrado Denis Shapovalov. Terminó perdiendo en semifinales ante Nikoloz Basilashvili. Preclasificado 15º en el Torneo de Dubái 2021, se vengó de Basilashvili, derrotándolo en la segunda ronda en tres sets. Fue derrotado en la tercera ronda por el segundo sembrado Andrey Rublev. Preclasificado 22º en el Masters de Miami, llegó a la cuarta ronda donde perdió ante el 32º sembrado Alexander Bublik.  A pesar de esta derrota, esta fue su mejor actuación en este evento Masters 1000 y solo su segunda cuarta ronda en un torneo Masters 1000 en su carrera.
Fritz volvió a caer del top 30 el 10 de mayo de 2021, tras las derrotas en la primera ronda en Montecarlo y Madrid. Esta caída en la clasificación también marcó la primera vez que ningún jugador estadounidense estaba en el Top 30 en casi medio siglo de clasificaciones de tenis computarizadas.
En el Torneo de Roland Garros de 2021, Fritz fue el cabeza de serie número 30. Derrotó a João Sousa en la primera ronda en sets seguidos. En la segunda ronda, Fritz sufrió un desgarro de menisco durante su derrota en 4 sets ante Dominik Koepfer. Después de esto, Fritz dijo que esperaba regresar a tiempo para el Campeonato de Wimbledon en 2021 después de la cirugía. Fritz terminaría regresando a tiempo para jugar  Wimbledon y procedió a llegar a la tercera ronda, donde perdió ante Alexander Zverev.
En el Masters de Cincinnati de 2021, obtuvo su primera victoria entre los 10 mejores en 2 años al vencer al No. 7 del mundo y quinto favorito Matteo Berrettini para alcanzar la segunda cuarta ronda en un Masters 1000 del año y solo la tercera en su carrera.  Fue su primera victoria contra un oponente Top-10 en 2021 y la séptima de su carrera. Fritz luego venció al décimo favorito Jannik Sinner para avanzar a su primer cuarto de final.  Allí, salvó 2 puntos de partido para obtener su mayor victoria del año, venciendo al No. 4 del mundo y tercer favorito Alexander Zverev para alcanzar su primera semifinal de Masters 1000, donde perdió ante Nikoloz Basilashvili. 

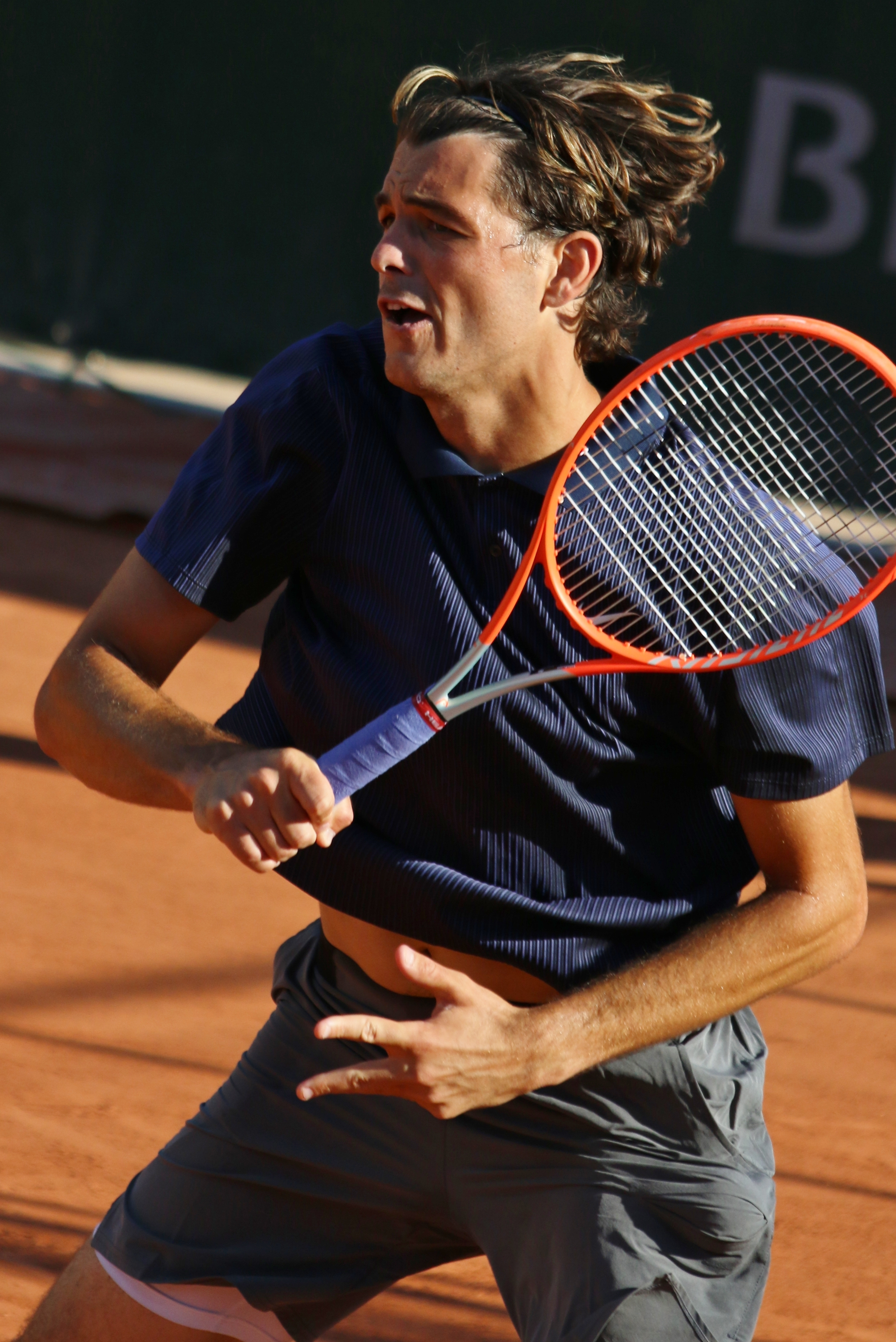
Fritz en el Torneo de Roland Garros en 2021.

En el Torneo de San Petersburgo 2021, Fritz cumplió 24 años y ganó contra su compatriota Tommy Paul. Terminaría llegando a la final, donde perdió ante Marin Čilić. 
Fritz llegó a su segundo cuarto de final de Masters 1000 en el Rolex Paris Masters 2021, donde venció a Lorenzo Sonego, al quinto favorito y número 6 del mundo Andrey Rublev para su tercera victoria Top-10 del año,  y al décimo favorito y campeón de Indian Wells Cameron Norrie.  Perdió ante Novak Djokovic en los cuartos de final. Con esta exitosa racha alcanzó un nuevo ranking más alto de su carrera en el top 25 en el número 23 del mundo y se convirtió en el jugador estadounidense número uno en individuales el 8 de noviembre de 2021. 
Fritz terminó el año en el puesto 23.

### 2022: Primer título Masters 1000 en Indian Wells, y n.º 8

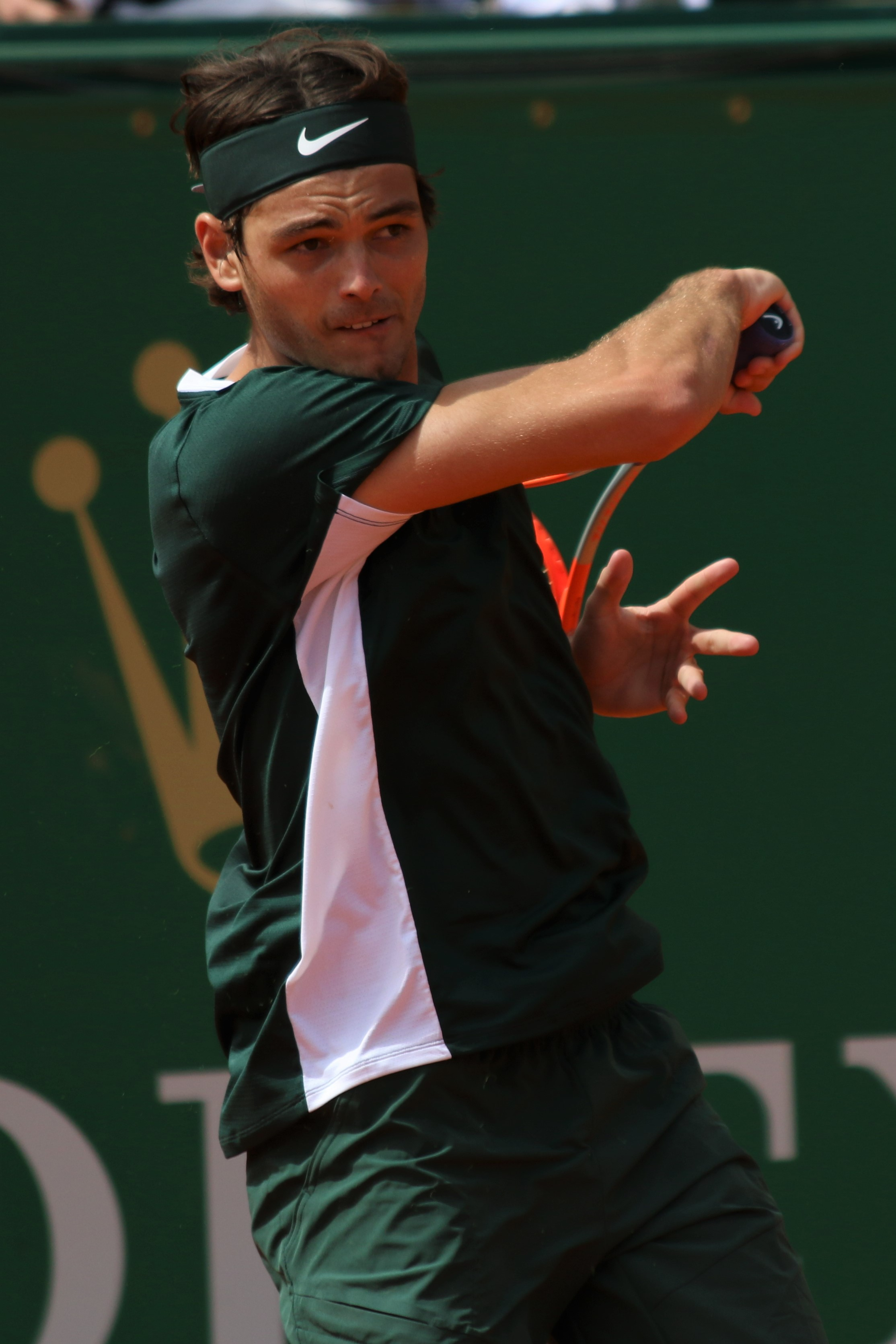
Fritz en el Masters de Montecarlo en 2022.

Fritz comenzó su temporada 2022 representando a Estados Unidos en la ATP Cup, ubicándose en el Grupo C junto a Canadá, Gran Bretaña y Alemania. Derrotó a Félix Auger-Aliassime de Canadá y Cameron Norrie de Gran Bretaña, pero perdió ante Alexander Zverev de Alemania. Estados Unidos terminó cuarto en el Grupo C.
Preclasificado número 20 en el Abierto de Australia, Fritz llegó a la segunda semana de un Grand Slam por primera vez después de derrotar al decimoquinto favorito, Roberto Bautista Agut, en la tercera ronda en cinco sets. Cayó en la cuarta ronda ante el cuarto favorito Stefanos Tsitsipas en cinco sets. Como resultado, hizo su debut en el top 20 de la clasificación de individuales el 31 de enero.
Como cabeza de serie en la primera edición del Torneo de Dallas, Fritz llegó a los cuartos de final, donde fue eliminado por el séptimo favorito y compatriota, Marcos Girón. Séptimo favorito en Torneo de Acapulco 2022, perdió en la segunda ronda ante el clasificado Yoshihito Nishioka. Representando a los EE. UU. en la eliminatoria de la Copa Davis contra Colombia, Fritz jugó un partido y venció a Alejandro González.  Al final, Estados Unidos venció a Colombia 4-0 para compensar la derrota de Colombia el año pasado. 
Preclasificado en el puesto 20 en Masters de Indian Wells, Fritz se convirtió en el primer estadounidense en llegar a la final en el evento desde John Isner en 2012 al vencer al 29.º favorito, Alex de Miñaur, en la cuarta ronda,  Miomir Kecmanović en los cuartos de final,  y al séptimo favorito, Andrey Rublev, en las semifinales.  Luego derrotó al cuarto favorito, tres veces campeón y entonces 21.º campeón de Grand Slam Rafael Nadal en la final en sets seguidos, reclamando su primer título Masters 1000, su segundo título ATP en general y rompiendo la racha de 20 victorias consecutivas de Nadal. También fue su primera victoria sobre un miembro del Big Three en nueve partidos de su carrera. Marcó la primera vez que un estadounidense ganaba el título de Indian Wells desde Andre Agassi en 2001. Fritz hizo su debut en el top 15 con su victoria, alcanzando el puesto número 13 del ranking mundial, el más alto de su carrera.
Preclasificado en el puesto 11 del Masters de Miami, Fritz llegó al torneo con la intención de completar el Sunshine Double. Sin embargo, no lo logró tras perder en la cuarta ronda ante Miomir Kecmanović en tres sets. 
Fritz comenzó su temporada en tierra batida en el Torneo de Houston 2022. Segundo cabeza de serie, llegó a cuartos de final, donde perdió ante el quinto favorito y campeón de 2019, Cristian Garín.  Décimo favorito en el Masters de Montecarlo, perdió en cuartos de final ante el eventual finalista Alejandro Davidovich Fokina. Fritz se perdió en Masters de Madrid 2022 y el Masters de Roma debido a una lesión en el pie izquierdo. 
Decimotercero favorito en el Torneo de Roland Garros 2022, fue derrotado en la segunda ronda por el clasificado Bernabé Zapata Miralles. 
Fritz comenzó su temporada en canchas de césped en el Torneo de 's-Hertogenbosch 2022. Tercer cabeza de serie, sufrió una sorpresa en la segunda ronda a manos del invitado holandés y eventual campeón, Tim van Rijthoven. Cuarto cabeza de serie en el Queen's Club , fue eliminado en la primera ronda por el invitado británico Jack Draper.  
Continuó su temporada en césped, esta vez como tercera cabeza de serie en el Torneo de Eastbourne 2022, venció al sexto favorito y campeón defensor, Alex de Miñaur, en las semifinales para llegar a la final aquí en este evento por primera vez desde 2019, cuando ganó el título. Derrotó a su compatriota Maxime Cressy en la final para ganar su tercer título ATP Tour, y segundo en Eastbourne. 
Undécimo cabeza de serie en el Campeonato de Wimbledon, derrotó a Alex Molčan y al clasificado Jason Kubler en la tercera y cuarta rondas respectivamente para alcanzar su primer cuarto de final de Major. En cuartos de final, presionó al No. 4 del mundo, segundo favorito y dos veces campeón Rafael Nadal a cinco sets, pero terminó perdiendo el partido en un tiebreak en el quinto set. 
La gira estadounidense de Fritz comenzó en el Torneo de Washington de 2022, donde fue el tercer favorito. Después de vencer a Alexei Popyrin en sets corridos, se retiró contra Dan Evans en la tercera ronda debido al calor, a pesar de tener un punto de partido en el segundo set.  En el Masters de Canadá, venció a Andy Murray y Frances Tiafoe antes de perder nuevamente ante Evans en tres sets. 
En el Masters de Cincinnati de 2022, Fritz alcanzó los cuartos de final después de vencer a Sebastián Báez, Nick Kyrgios y al sexto favorito y No. 8 del mundo Andrey Rublev. Perdió ante el No. 1 del mundo Daniil Medvedev en los cuartos de final. En el Abierto de Estados Unidos sufrió una sorprendente derrota en la primera ronda contra su compatriota Brandon Holt, que clasificaba por primera vez.
Fritz se retiró del Torneo de Seúl 2022 debido al COVID-19, sin embargo alcanzó su segunda final a nivel de gira ATP 500 en el Torneo de Tokio 2022 donde, como tercer sembrado, venció a James Duckworth, Hiroki Moriya, recibió un walkover del quinto sembrado Nick Kyrgios y venció al séptimo sembrado Denis Shapovalov en las semifinales. Como resultado, ingresó al top 10 por primera vez en su carrera. Derrotó a su compatriota Frances Tiafoe en sets seguidos en la final, donde se convirtió en el primer campeón estadounidense desde Pete Sampras en 1996. Alcanzó un nuevo ranking más alto en su carrera como No. 8 del mundo el 10 de octubre de 2022, convirtiéndose en el primer estadounidense en entrar en el Top 10 desde Jack Sock en 2017. 
En el Masters de París, ganó contra Alejandro Davidovich Fokina en la primera ronda  antes de perder en la segunda ronda ante el jugador invitado francés Gilles Simon en un partido de tres sets ajustados que duró 3 horas y 5 minutos. Como resultado, no se clasificó para las ATP Finals de 2022, pero se convirtió en el primer suplente. 
El 5 de noviembre, con la retirada de Carlos Alcaraz después de una lesión abdominal, Fritz se clasificó para las ATP Finals de 2022, siendo el primer estadounidense en participar desde John Isner en 2018. En la etapa de todos contra todos, derrotó al máximo favorito y No. 2 del mundo Rafael Nadal en su debut. Fue su primera victoria sobre un jugador top 3 en su carrera. Luego perdió contra el tercer preclasificado Casper Ruud, pero ganó contra Félix Auger-Aliassime para reservar su lugar en las semifinales, el primer estadounidense desde Jack Sock en 2017 en alcanzar este nivel. Fue su 45.° triunfó a nivel de gira de la temporada. Perdió ante Novak Djokovic en sets corridos.
Fritz terminó el año clasificado dentro del top 10 por primera vez en su carrera, en el puesto número 9 del mundo.

### 2023: campeón de la United Cup, nº 5 del mundo
Fritz comenzó la temporada en la United Cup inaugural de 2023, como el jugador estadounidense número uno, donde el equipo de Estados Unidos se proclamó campeón, derrotando a Italia en la final. Luego, en el Abierto de Australia, perdió en la segunda ronda ante el comodín Alexei Popyrin. Fritz salvó un punto de partido contra él en el cuarto set para poner el marcador a dos sets cada uno, pero perdió un partido muy reñido que duró más de cuatro horas.
En el Torneo de Austin de 2023 llegó a semifinales, donde perdió ante el eventual campeón Wu Yibing. Como resultado, alcanzó un nuevo ranking más alto en su carrera como No. 7 del mundo, convirtiéndose en el estadounidense mejor clasificado desde Mardy Fish en 2011. La semana siguiente, como máximo favorito, alcanzó semifinales consecutivas en el Torneo de Delray Beach 2023. Luego derrotó a Mackenzie McDonald para alcanzar su primera final ATP de la temporada y la décima en general. En la final, derrotó a Miomir Kecmanović para su quinto título ATP Tour. Como resultado, pasó al No. 5 del mundo en el ranking el 27 de febrero de 2023.  
En el Abierto Mexicano derrotó al sexto favorito Frances Tiafoe para alcanzar su tercera semifinal consecutiva. Después perdió ante el séptimo sembrado y compatriota Tommy Paul en un partido épico que duró tres horas y media, estableciendo el récord del partido más largo en los 30 años de historia del Abierto Mexicano Telcel.  
En el Masters de Indian Wells y en el Masters de Miami 2023 alcanzó cuartos de final consecutivos derrotando al sembrado 30 Sebastián Báez, Márton Fucsovics,  y al sembrado 24 Denis Shapovalov, y séptimo sembrado Holger Rune en el camino respectivamente. 

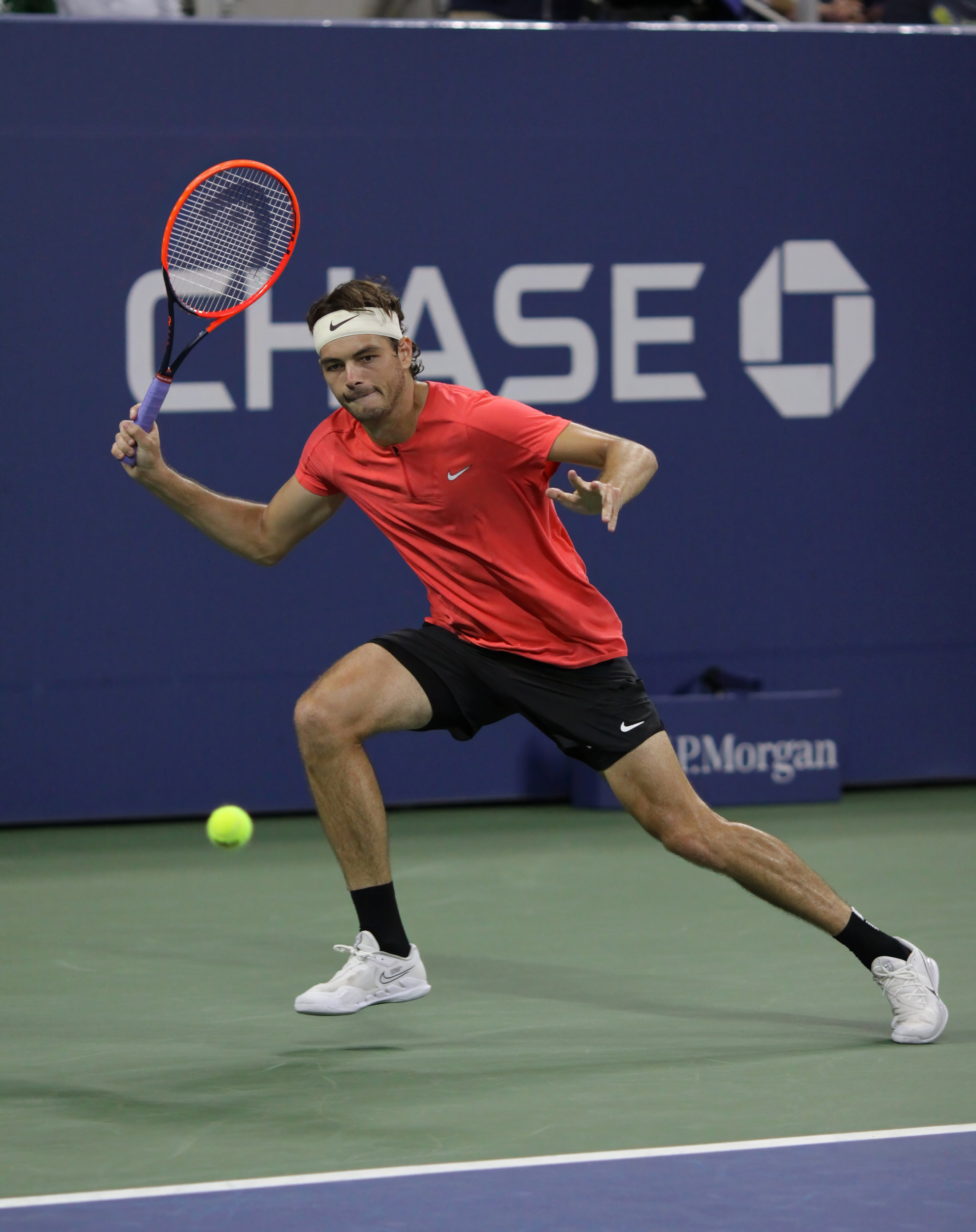
Taylor Fritz en la segunda ronda del Abierto de Estados Unidos 2023.

En el Masters de Montecarlo alcanzó su tercer cuarto de final consecutivo en Masters derrotando a Stan Wawrinka y Jiří Lehečka. Fue un paso más allá al derrotar al dos veces campeón defensor y segundo favorito Stefanos Tsitsipas para alcanzar las semifinales registrando su victoria número 200. Se convirtió en el primer estadounidense en 20 años en llegar a las semifinales en este Masters desde Vince Spadea.  En semifinales, Fritz perdió en tres sets ante el eventual ganador Andrey Rublev después de ganar el primer set.
Segundo favorito en el Torneo de Múnich 2023, llegó nuevamente a semifinales con victorias sobre Márton Fucsovics y Dominic Thiem. En el Masters de Madrid 2023 perdió ante Zhizhen Zhang en la cuarta ronda después de que Zhang salvará tres puntos de partido para alcanzar los cuartos de final. En el Masters de Roma perdió en la segunda ronda ante el clasificado Yannick Hanfmann.
Ganó su sexto título en el Torneo de Atlanta 2023, derrotando a Aleksandar Vukic en la final. En el Abierto de Estados Unidos alcanzó los cuartos de final por primera vez en este Major, pero perdió ante el eventual campeón Novak Djokovic.
En el Torneo de Tokio 2023, donde era el campeón defensor, perdió ante el invitado número 215 del mundo Shintaro Mochizuki después de ser colocado y sacar 5-2 en el tercer set del partido. Fue el quinto preclasificado en el Torneo de Basilea 2023, Fritz perdió ante el número 83 del mundo Alexander Shevchenko después de tener 15 oportunidades de quiebre que desperdicio, en un partido de casi 3 horas con tres tiebreaks. En el Masters de París 2023, se retiró antes de la segunda ronda debido a una lesión y puso fin a la temporada antes de tiempo, aunque potencialmente todavía podría ocupar el lugar de suplente en las ATP Finals de 2023.

### 2024: Final del Abierto de Estados Unidos, bronce olímpico y n.º 4
Alcanzó su primer cuarto de final en el Abierto de Australia derrotando al séptimo favorito y subcampeón del año anterior Stefanos Tsitsipas en cuatro sets por 6-7, 7-5, 3-6 y 3-6. Perdió ante Novak Djokovic en los cuartos de final por 6-7, 6-4, 2-6, 3-6.
Defendió con éxito su título de Delray Beach, en cuarta ronda se impuso a Rinky Hijikata por 6-3 6-3, y con una victoria en semifinales contra Marcos Giron por 7-6, 6-2, para medirse en la final sobre su compatriota y amigo cercano Tommy Paul al que vencería con un marcador de 6-2 y 6-3 en 1 hora y 41 minutos de encuentro. 
En Masters de Indian Wells 2024, selló un cómodo triunfo en un torneo ante Sebastián Báez con un marcador de 6-2, 6-2, para citarse contra Holger Rune en los cuartos de final, contra quien caería derrotado.En el Masters de Miami de 2024 perdió en la segunda ronda ante el clasificado Thiago Seyboth Wild, después de haber recibido un bye en el torneo.
Tuvo un exitoso inicio de temporada en arcilla, en el Torneo de Múnich 2024,donde alcanzó su primera final en tierra batida con una victoria sobre Cristian Garín y recuperó el puesto número uno estadounidense. En la final perdió ante Jan-Lennard Struff en dos set por 7-5, 6-3.
En el Mutua Madrid Open 2024 alcanzó su segundo cuarto de final de Masters de arcilla y décimo en general, con victorias sobre Luciano Darderi, el 18.º sembrado Sebastián Báez y el octavo sembrado Hubert Hurkaczpor  7-6, 6-4, su segunda victoria de su carrera ante un top 10 en arcilla. Derrotó al 21.º sembrado Francisco Cerúndolo, para su victoria número 250 de su carrera, convirtiéndose en el sexto hombre nacido en 1995 o después en alcanzar ese hito. Se convirtió en el primer estadounidense en llegar a las semifinales en el Masters de Madrid desde que cambió a arcilla en 2009 y el tercero después de Andre Agassi y Robby Ginepri.
En el Masters de Roma de 2024, alcanzó cuartos de final consecutivos derrotando al comodín Fabio Fognini, a su compatriota y 24.º favorito Sebastian Korda y al octavo favorito Grigor Dimitrov, convirtiéndose en el primer estadounidense en llegar a cuartos de final o mejor de los tres torneos Masters en tierra batida. También fue la primera vez que varios jugadores estadounidenses (con Tommy Paul) llegaron a cuartos de final en individuales en Roma desde 2008. 
En el Torneo de Roland Garros 2024, inició con una victoria en cuatro sets ante el argentino Federico Coriatras perder el primer set por 2-6, ganó los tres  siguientes por 6-1, 6-2, 6-1, en segunda ronda superó al serbio Dušan Lajović por 6-3, 3-6, 6-3, 6-4 para avanzar por primera vez a cuarta ronda por primera vez en el torneo, donde tuvo que enfrentarse a Thanasi Kokkinakis, el partido se fue hasta el quinto sets, después de que Fritz desperdiciara una ventaja de 2 sets a 0, el partido terminó 6-3, 6-2, 6-7, 7-5, 6-3. En los cuartos de finales fue derrotado por el experto en arcilla y subcampeón de la edición anterior Casper Ruud por 6-7, 6-3, 4-6, 2-6.
Fritz inicio su temporada en césped llegando hasta los cuartos final del Torneo de Queen's Club 2024 donde perdió ante Jordan Thompson, en dobles haciendo equipo con Karen Khachanov, perdió las finales ante Neal Skupski y Michael Venus, por 6-4, 6-7,8-10. 
En junio ganó su segundo título del ako y el tercer título en Torneo de Eastbourne convirtiéndose en el máximo ganador del torneo con tres títulos. En su primer partido derrotó a Thiago Seyboth Wild por 7-6, 6-3, en cuartos de final venció a Shang Juncheng, en dos tiebreak para avanzar a las semifinales donde superó a Aleksandar Vukic superandolo en dos tiebreak, para llegar a las finales donde ganó por 6-4, 6-3 a Max Purcell.
En el Campeonato de Wimbledon 2024, tras vencer a Alexander Zverev por en cinco sets por 4-6, 6-7, 6-4, 7-6, 6-3, llegó hasta los cuartos de final, donde se enfrentó a Lorenzo Musetti quien se impuso en el duelo con un marcador de 6-3, 6-7, 2-6, 6-3 y 1-6 en 3 horas y 30 minutos de partido.

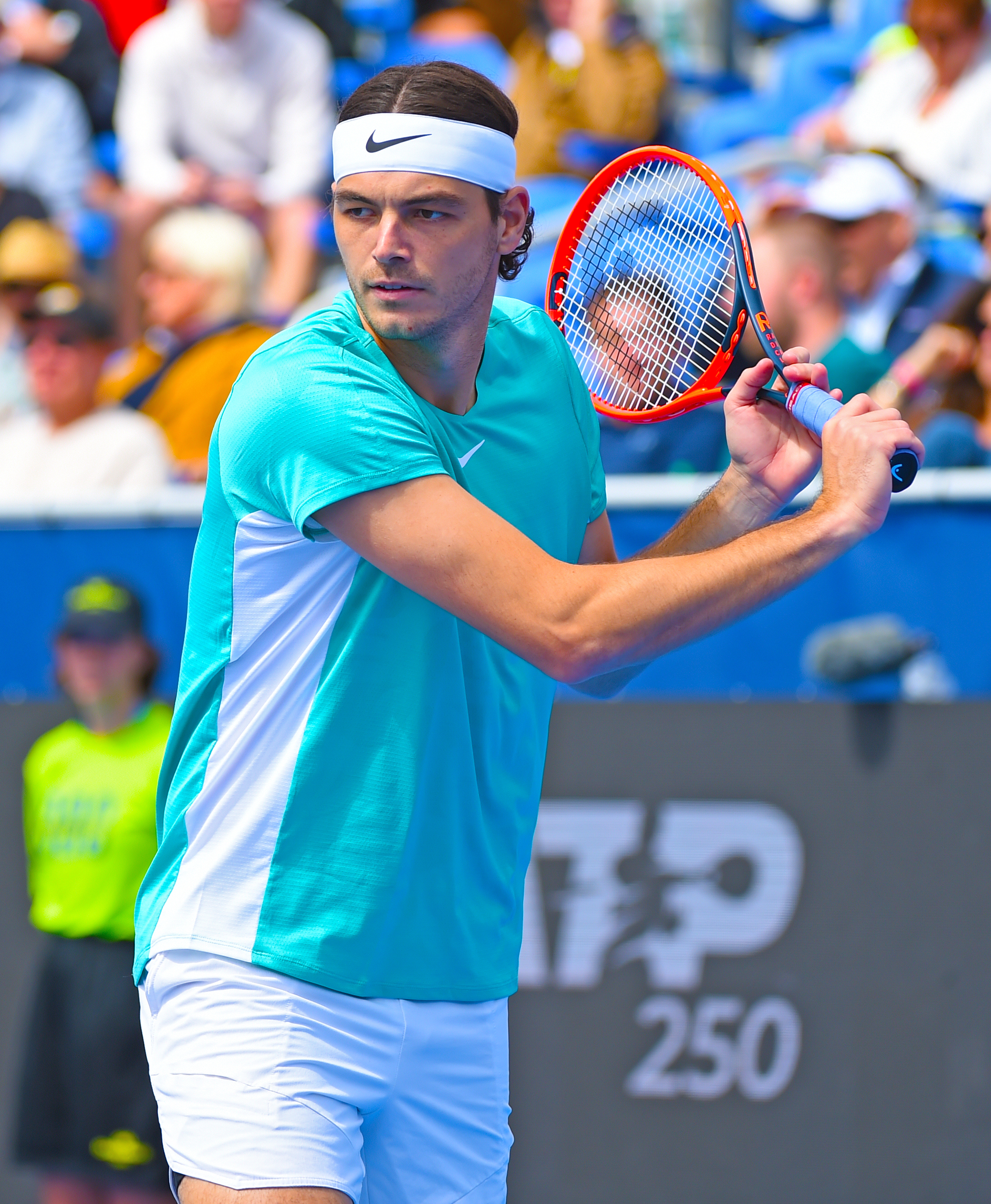
Taylor Fritz durante el Torneo de Delray Beach.

Como tercer cabeza de serie en dobles, llegó a las semifinales de los Juegos Olímpicos de París con Tommy Paul, en el duelo por la medallas de bronce enfrentaron al dúo checo, Tomáš Macháč y Adam Pavlásek venciéndolos en sets corridos por 6-3, 6-4 para darle la medalla a su país.  En el Masters de Cincinnati 2024, cayó en su primer partido ante Brandon Nakashima en tres set por 4-6, 6-4, 6-7.
Preclasificado en el puesto 12 del Abierto de Estados Unidos, Fritz alcanzó su primera semifinal de Grand Slam derrotando a Camilo Ugo Carabelli, Matteo Berrettini en segunda ronda con un marcador de 6-3, 7-6(1) y 6-1 en 2 horas y 12 minutos de partido. En la tercera ronda superó a Francisco Comesaña por 6-3, 6-4, 6-2 sumando así su triunfo 50º en torneos de Grand Slam. Derrotó al No. 8 del mundo Casper Ruud en la cuarta ronda en cuatro set, tras perder el primero por 3-6 se anotó los tres siguientes por 6-4, 6-3, 6-2 y el No. 4 del mundo Alexander Zverev, sus primeras dos victorias consecutivas ante un top 10 en un Major. Se convirtió en el primer estadounidense desde Andre Agassi en 2001 en llegar a la cuarta ronda en cada uno de los eventos de Grand Slam en la misma temporada. Al llegar a las semifinales, estableció un enfrentamiento estadounidense con Frances Tiafoe, siendo el primer duelo en un Grand Slam desde 2005 en el Abierto de Estados Unidos, cuando Andre Agassi y Robby Ginepri se enfrentaron. Fritz ganó el partido en cinco sets para alcanzar su primera final de Grand Slam. Sin embargo, perdió en la final ante Jannik Sinner, en tres sets seguidos, por 6-3, 6-4 y 7-5.
En el Masters de Shanghái 2024, en los octavos de final superó ampliamente por 6-1, 6-2 a Holger Rune y venció a David Goffin en los cuartos de final con un marcador de 6-3 y 6-4 en 1 hora y 23 minutos de partido. En su partido de semifinales se enfrentó contra Novak Djokovic, a quien nunca ha podido vencer, continuó su mala racha contra el serbio que lo superó en dos set por 4-6, 6-7. 
En noviembre, en las ATP Finals de 2024, Fritz llegó a las semifinales después de registrar dos victorias y una derrota en la fase de grupos, superando a Daniil Medvedev para alcanzar las 50 victorias en la temporada por segunda vez en su carrera, en su segundo partido derrotó Alex De Minaur en tres set por 5-7, 6-4, 6-3.Perdió el último partido de fase de grupo ante el número 1 del mundo Jannik Sinner por 6-4, 6-4. Luego derrotó al no.2 del mundo Alexander Zverev en las semifinales para llegar a su primera final en el evento de final de temporada.  Al hacerlo, Fritz se convirtió en el primer estadounidense en llegar al partido por el campeonato en las ATP Finals desde James Blake en 2006. Se enfrentó nuevamente ante Jannik Sinner en la final perdiendo en sets seguidos.  A pesar de la derrota, Fritz terminó la temporada con un nuevo ranking de individuales más alto de su carrera como No. 4 del mundo el 18 de noviembre.
Participó en la fase final de la Copa Davis 2024 celebrada en Málaga, España, representado a los Estados Unidos ganó su partido de individuales ante Álex de Miñaur por 6-3, 6-4 de Australia, pero perdieron 1-2 en el global tras la derrota en dobles por parte de Ben Shelton yTommy Paul contra Jordan Thompson y Matthew Ebden, por 6-4 y 6-4.

## Juegos Olímpicos

### Dobles

#### Medalla de Bronce
| Año  | Torneo     | Pareja     | Oponentes en la final      | Resultado |
| 2024 | París 2024 | Tommy Paul | Tomáš Macháč Adam Pavlásek | 6-3, 6-4  |

## Torneos de Grand Slam

### Individual

#### Finalista (1)
| Año  | Campeonato         | Oponente en la final | Resultado en final |
| 2024 | Abierto de EE. UU. | Jannik Sinner        | 3-6, 4-6, 5-7      |

## ATP World Tour Finals

#### Finalista (1)
| Año  | Torneo | Superficie | Oponente en la final | Resultado |
| 2024 | Turín  | Dura (i)   | Jannik Sinner        | 4-6, 4-6  |

## ATP World Tour Masters 1000

### Títulos (1)
| Año  | Torneo       | Superficie | Ind/Outdoor | Oponente en la final | Resultado   |
| 2022 | Indian Wells | Dura       | Outdoor     | Rafael Nadal         | 6-3, 7-6(5) |

## Títulos ATP (10; 10+0)

### Individual (10)
| Leyenda                 |
| Grand Slam (0)          |
| ATP Finals (0)          |
| Next Gen ATP Finals (0) |
| ATP Masters 1000 (1)    |
| ATP 500 (1)             |
| ATP 250 (8)             |

| N.º | Fecha                 | Torneo           | Superficie | Oponente en la final | Resultado           |
| --- | --------------------- | ---------------- | ---------- | -------------------- | ------------------- |
| 1.  | 29 de junio de 2019   | Eastbourne       | Hierba     | Sam Querrey          | 6-3, 6-4            |
| 2.  | 20 de marzo de 2022   | Indian Wells     | Dura       | Rafael Nadal         | 6-3, 7-6(5)         |
| 3.  | 25 de junio de 2022   | Eastbourne (2)   | Hierba     | Maxime Cressy        | 6-4, 6-7(4), 7-6(4) |
| 4.  | 9 de octubre de 2022  | Tokio            | Dura       | Frances Tiafoe       | 7-6(3), 7-6(2)      |
| 5.  | 19 de febrero de 2023 | Delray Beach     | Dura       | Miomir Kecmanović    | 6-0, 5-7, 6-2       |
| 6.  | 30 de julio de 2023   | Atlanta          | Dura       | Aleksandar Vukic     | 7-5, 6-7(5), 6-4    |
| 7.  | 19 de febrero de 2024 | Delray Beach (2) | Dura       | Tommy Paul           | 6-2, 6-3            |
| 8.  | 29 de junio de 2024   | Eastbourne (3)   | Hierba     | Max Purcell          | 6-4, 6-3            |
| 9.  | 15 de junio de 2025   | Stuttgart        | Hierba     | Alexander Zverev     | 6-3, 7-6(0)         |
| 10. | 28 de junio de 2025   | Eastbourne (4)   | Hierba     | Jenson Brooksby      | 7-5, 6-1            |

#### Finalista (8)
| N.º | Fecha                   | Torneo            | Superficie    | Oponente en la final | Resultado        |
| --- | ----------------------- | ----------------- | ------------- | -------------------- | ---------------- |
| 1.  | 14 de febrero de 2016   | Memphis           | Dura (i)      | Kei Nishikori        | 4-6, 4-6         |
| 2.  | 28 de julio de 2019     | Atlanta           | Dura          | Álex de Miñaur       | 3-6, 6-7(2)      |
| 3.  | 3 de agosto de 2019     | Los Cabos         | Dura          | Diego Schwartzman    | 6-7(6), 3-6      |
| 4.  | 29 de febrero de 2020   | Acapulco          | Dura          | Rafael Nadal         | 3-6, 2-6         |
| 5.  | 31 de octubre de 2021   | San Petersburgo   | Dura (i)      | Marin Čilić          | 6-7(3), 6-4, 4-6 |
| 6.  | 21 de abril de 2024     | Múnich            | Tierra batida | Jan-Lennard Struff   | 5-7, 3-6         |
| 7.  | 8 de septiembre de 2024 | Abierto de EE.UU. | Dura          | Jannik Sinner        | 3-6, 4-6, 5-7    |
| 8.  | 17 de noviembre de 2024 | ATP Finals        | Dura (i)      | Jannik Sinner        | 4-6, 4-6         |

### Dobles (0)
| Leyenda              |
| Grand Slam (0)       |
| ATP Finals (0)       |
| ATP Masters 1000 (0) |
| ATP 500 (0)          |
| ATP 250 (0)          |

#### Finalista (4)
| N.º | Fecha                 | Torneo       | Superficie | Pareja             | Oponente en la final                      | Resultado           |
| --- | --------------------- | ------------ | ---------- | ------------------ | ----------------------------------------- | ------------------- |
| 1.  | 4 de agosto de 2018   | Los Cabos    | Dura       | Thanasi Kokkinakis | Marcelo Arévalo Miguel Ángel Reyes Varela | 4-6, 4-6            |
| 2.  | 27 de octubre de 2019 | Basilea      | Dura (i)   | Reilly Opelka      | Jean-Julien Rojer Horia Tecău             | 5-7, 3-6            |
| 3.  | 25 de junio de 2023   | Queen's Club | Hierba     | Jiří Lehečka       | Ivan Dodig Austin Krajicek                | 4-6, 7-6(5), [3-10] |
| 4.  | 23 de junio de 2024   | Queen's Club | Hierba     | Karen Khachanov    | Neal Skupski Michael Venus                | 6-4, 6-7(5), [8-10] |

## Clasificación histórica
| Grand Slam                  |                 |                 |                 |                 |                 |                 |              |       |       |             |             |
| Australian Open             | 1R              | 1R              | Q1              | 3R              | 3R              | 3R              | 4R           | 2R    | CF    | 0 / 8       | 14-8        |
| Roland Garros               | 1R              | -               | 1R              | 2R              | 3R              | 2R              | 2R           | 3R    | 4R    | 0 / 8       | 10-8        |
| Wimbledon                   | 1R              | 1R              | 2R              | 2R              | ND              | 3R              | CF           | 2R    | CF    | 0 / 8       | 13-8        |
| US Open                     | 1R              | 2R              | 3R              | 1R              | 3R              | 2R              | 1R           | CF    | F     | 0 / 9       | 16-9        |
| Total G-P                   | 0-4             | 1-3             | 3-3             | 4-4             | 6-3             | 6-4             | 8-4          | 8-4   | 17-4  | 0 / 33      | 53-33       |
| ATP Finals                  | No se clasificó | No se clasificó | No se clasificó | No se clasificó | No se clasificó | No se clasificó | SF           | NSC   | F     | 0 / 1       | 5-4         |
| Total G-P                   |                 |                 |                 |                 |                 |                 | 2-2          |       | 3-2   |             | 5-4         |
| Juegos Olímpicos            | -               | No disputado    | No disputado    | No disputado    | No disputado    | -               | ND           | ND    | 3R    | 0 / 1       | 2-1         |
| Total G-P                   | 0-0             |                 |                 |                 |                 | 0-0             |              |       | 2-1   |             | 2-1         |
| ATP World Tour Masters 1000 |                 |                 |                 |                 |                 |                 |              |       |       |             |             |
| Indian Wells                | 1R              | 3R              | 4R              | 1R              | ND              | SF              | G            | CF    | 4R    | 1 / 8       | 20-7        |
| Miami                       | 2R              | 2R              | 1R              | 1R              | ND              | 4R              | 4R           | CF    | 2R    | 0 / 8       | 9-8         |
| Montecarlo                  | -               | -               | -               | 3R              | ND              | 1R              | CF           | SF    | 1R    | 0 / 5       | 8-5         |
| Madrid                      | Q1              | -               | Q2              | 2R              | ND              | 1R              | -            | 4R    | SF    | 0 / 4       | 7-4         |
| Roma                        | Q1              | -               | Q1              | 2R              | 1R              | 2R              | -            | 2R    | CF    | 0 / 5       | 5-5         |
| Canadá                      | 1R              | -               | -               | 1R              | ND              | 1R              | 3R           | 3R    | 2R    | 0 / 6       | 4-6         |
| Cincinnati                  | 1R              | -               | -               | 1R              | 2R              | 1R              | CF           | CF    | 1R    | 0 / 7       | 7-7         |
| Shanghái                    | 2R              | Q1              | 2R              | 2R              | No Disputado    | No Disputado    | No Disputado | 3R    | SF    | 0 / 5       | 8-5         |
| París                       | -               | -               | -               | 2R              | 1R              | CF              | 2R           | 2R    | 2R    | 0 / 6       | 6-5         |
| Total G-P                   | 2-5             | 3-2             | 4-3             | 6-9             | 1-3             | 10-8            | 17-5         | 17-8  | 14-9  | 1 / 54      | 74-52       |
| Representacion Nacional     |                 |                 |                 |                 |                 |                 |              |       |       |             |             |
| Copa Davis                  | -               | -               | -               | RR              | -               | RR              | CF           | -     | CF    | 0 / 4       | 6-3         |
| ATP Cup                     | Inexistente     | Inexistente     | Inexistente     | Inexistente     | RR              | NSC             | RR           | ND    | ND    | 0 / 2       | 3-3         |
| United Cup                  | Inexistente     | Inexistente     | Inexistente     | Inexistente     | Inexistente     | Inexistente     | Inexistente  | G     | RR    | 1 / 2       | 5-2         |
| Total G-P                   | 0-0             | 0-0             | 0-0             | 1-1             | 1-2             | 1-0             | 5-3          | 4-1   | 1-1   | 1 / 8       | 14-8        |
| Estadísticas                |                 |                 |                 |                 |                 |                 |              |       |       |             |             |
|                             | 2016            | 2017            | 2018            | 2019            | 2020            | 2021            | 2022         | 2023  | 2024  | Totales     | Totales     |
| G/P en General              | 15-22           | 13-13           | 23-20           | 31-30           | 14-15           | 34-22           | 46-21        | 54-23 | 53-23 | 10 / 184    | 316-203     |
| Ranking                     | 76              | 104             | 49              | 32              | 29              | 23              | 9            | 10    | 4     | $25,711,596 | $25,711,596 |

## Ranking ATP al final de la temporada
| Año                      | 2014 | 2015 | 2016 | 2017 | 2018 | 2019 | 2020 | 2021 | 2022 | 2023 | 2024 |
| Ranking ATP Individuales | 1151 | 174  | 76   | 104  | 49   | 32   | 29   | 23   | 9    | 10   | 4    |

## Títulos Challenger
| N.º | Fecha      | Torneo                      | Superficie | Oponentes       | Resultado     |
| --- | ---------- | --------------------------- | ---------- | --------------- | ------------- |
| 1.  | 11.10.2015 | Challenger de Sacramento    | Dura       | Jared Donaldson | 6-4, 3-6, 6-4 |
| 2.  | 18.10.2015 | Challenger de Fairfield     | Dura       | Dustin Brown    | 6-3, 6-4      |
| 3.  | 09.01.2016 | Challenger de Happy valley  | Dura       | Dudi Sela       | 7-6(7), 6-2   |
| 4.  | 28.01.2018 | Challenger de Newport Beach | Dura       | Bradley Klahn   | 3-6, 7-5, 6-0 |
| 5.  | 27.01.2019 | Challenger de Newport Beach | Dura       | Brayden Schnur  | 7-6(7), 6-4   |